# Wall Ferraz
Wall Ferraz este un oraș și o municipalitate din statul Piauí (PI), Brazilia.